# お昼はじょんのびくらし情報便
お昼はじょんのびくらし情報便（おひるはじょんのびくらしじょうほうびん）は、NHK新潟放送局の総合テレビジョンで、2010年4月から2018年3月まで放送されていた地域情報番組。前番組は、｢くらしのガイド新潟｣。

## 概要
- 毎週月〜金、11:40 - 11:59.55の放送（1日に放送日が当たる場合は、お昼のニュース前に1分間試験信号が放送される。11:54 - 11:57は東京からの全国の気象情報挿入）。
- 出演者は日によって異なるが、新潟局の女性契約キャスターが担当している。
- 2018年4月から東京から「ひるまえ ほっと」をネットするため終了。新潟からのローカル枠は「ひるまえ伝言板」に移行する。

## 出演者
- 加藤恵里花（キャスター、2006年入局）
- 川端真由子（同上、2005年入局）
- 高橋聡未（同上、2010年入局）
- 大海玲子（同上、2011年入局）
- 保田瞳（同上、2011年入局）
- 奥山みゆき（同上、2014年入局）

## 過去の担当者
- 大西蘭（番組開始当初〜2011年度末）